# ノースバンクーバー (地区)

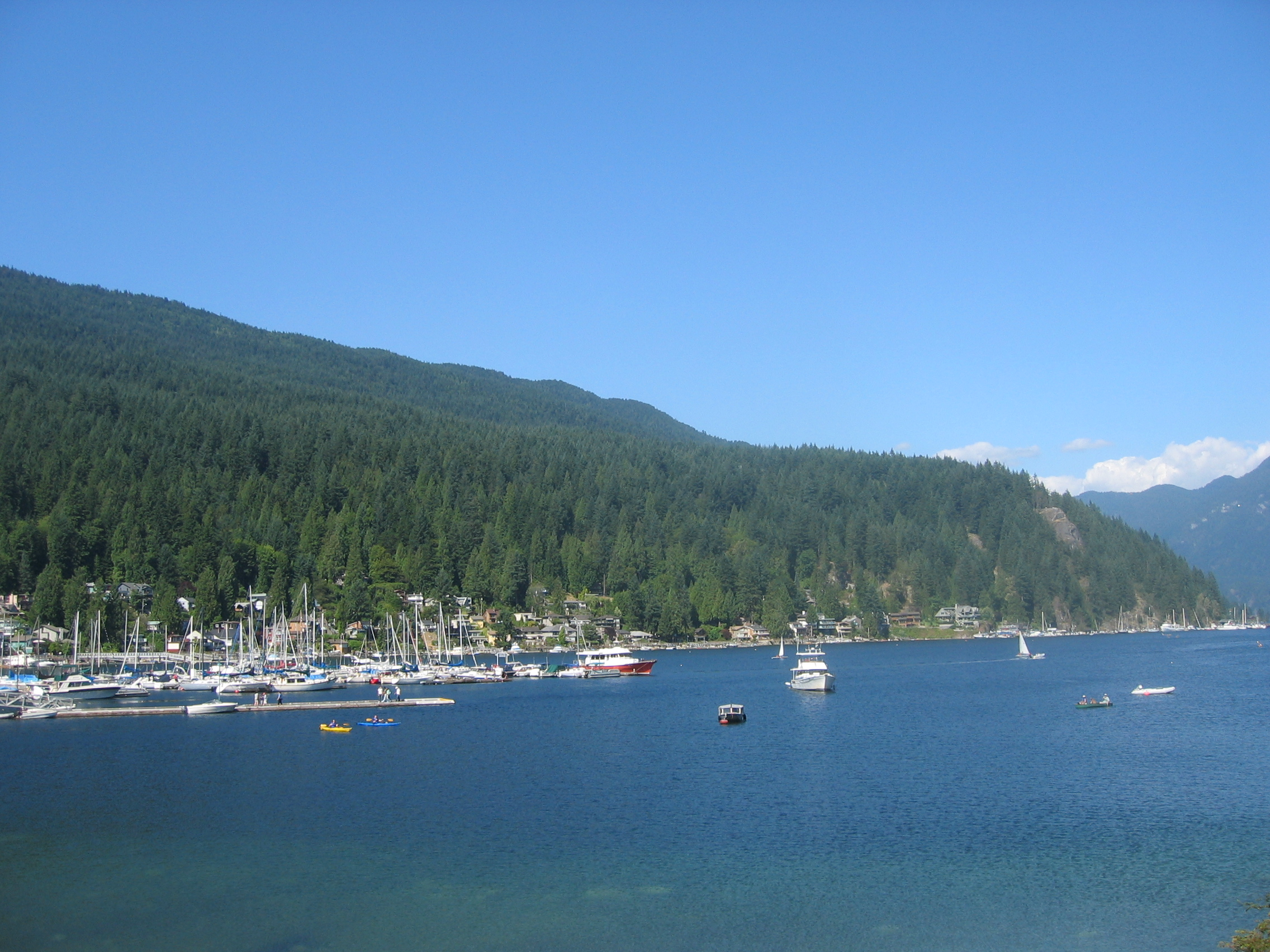
ディープ入り江

ノースバンクーバー（英：District of North Vancouver）は、カナダ・ブリティッシュコロンビア州のメトロバンクーバーにある地区自治体  (District Municipality) である。バンクーバー大都圏の一部を形成している。

## 産業
ハリウッドノース（Hollywood North）の中心であり、テレビ放送局や映画産業が盛ん。X-ファイルの撮影が5シーズンに渡って行われたことで知られ、大自然を題材としたシーンが数多く撮られている。

## 観光
- キャピラノ渓谷： 高さ70m、長さ137mの吊り橋（Capilano Suspension Bridge）があることで知られる。
- リンキャニオン公園（Lynn Canyon Park）：キャピラノと同じく吊り橋（Lynn Canyon Suspension Bridge）があるが、こちらは一般の公園で入場料も不要。
- グラウス・マウンテン（Grouse Mountain）： 標高1,250mある山で山頂には各種アトラクションがあり、冬はスキー場になる。
- マウント・シーモア（Mount Seymour）： スキーやハイキングで知られる。
- クリーブランド・ダム（Cleveland Dam）： キャピラノリバー地域公園内にあり、サーモンの孵化場や自然のトレイルがある。